# In My Eyes (Minor Threat)
In My Eyes è un EP del gruppo hardcore punk statunitense Minor Threat, pubblicato nel 1981 da Dischord Records. Il disco mostra un miglioramento della band dal punto di vista tecnico. Ondarock definisce il brano Out of Step come hardcore per la violenza dell'esecuzione, per la voce al limite e il finale urlato, ma allo stesso tempo come non-hardcore per l'assolo di chitarra e la melodia. Guilty of Being White, invece, è uno dei brani più violenti del gruppo, in cui ogni strumento sembra come voler ad ogni secondo cambiar tempo o esplodere.

## Tracce
1. In My Eyes (MacKaye, Minor Threat) - 2:45
2. Out of Step (MacKaye, Minor Threat) - 1:16
3. Guilty of Being White (MacKaye, Minor Threat) -	1:14
4. (I'm Not Your) Steppin' Stone (Tommy Boyce/Bobby Hart) - 2:12

## Formazione[4]
- Ian MacKaye – voce
- Lyle Preslar – chitarra
- Brian Baker – basso
- Jeff Nelson – batteria